# Willis Conover

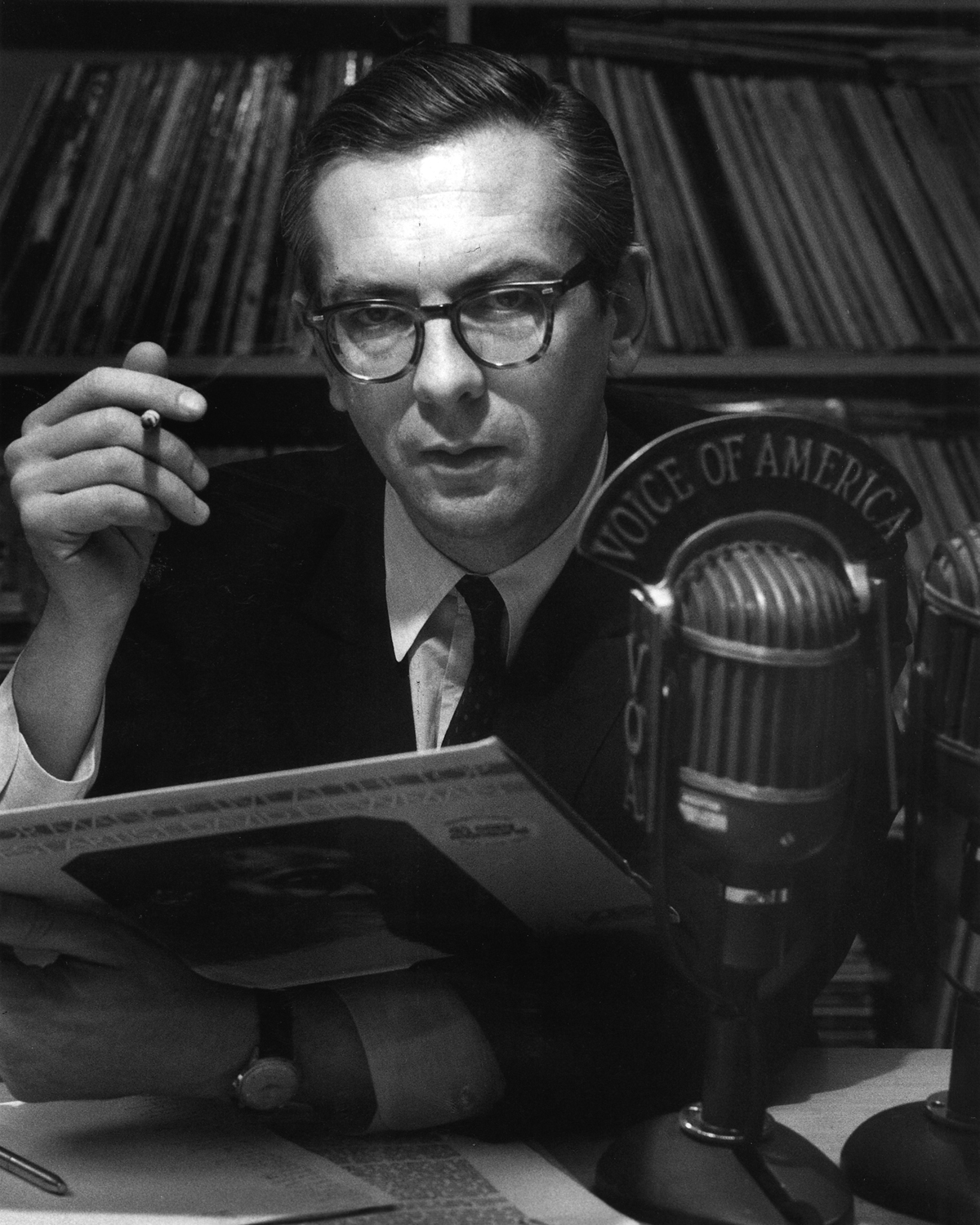
Willis Conover bei der Radiosendung Voice of America im Jahr 1969

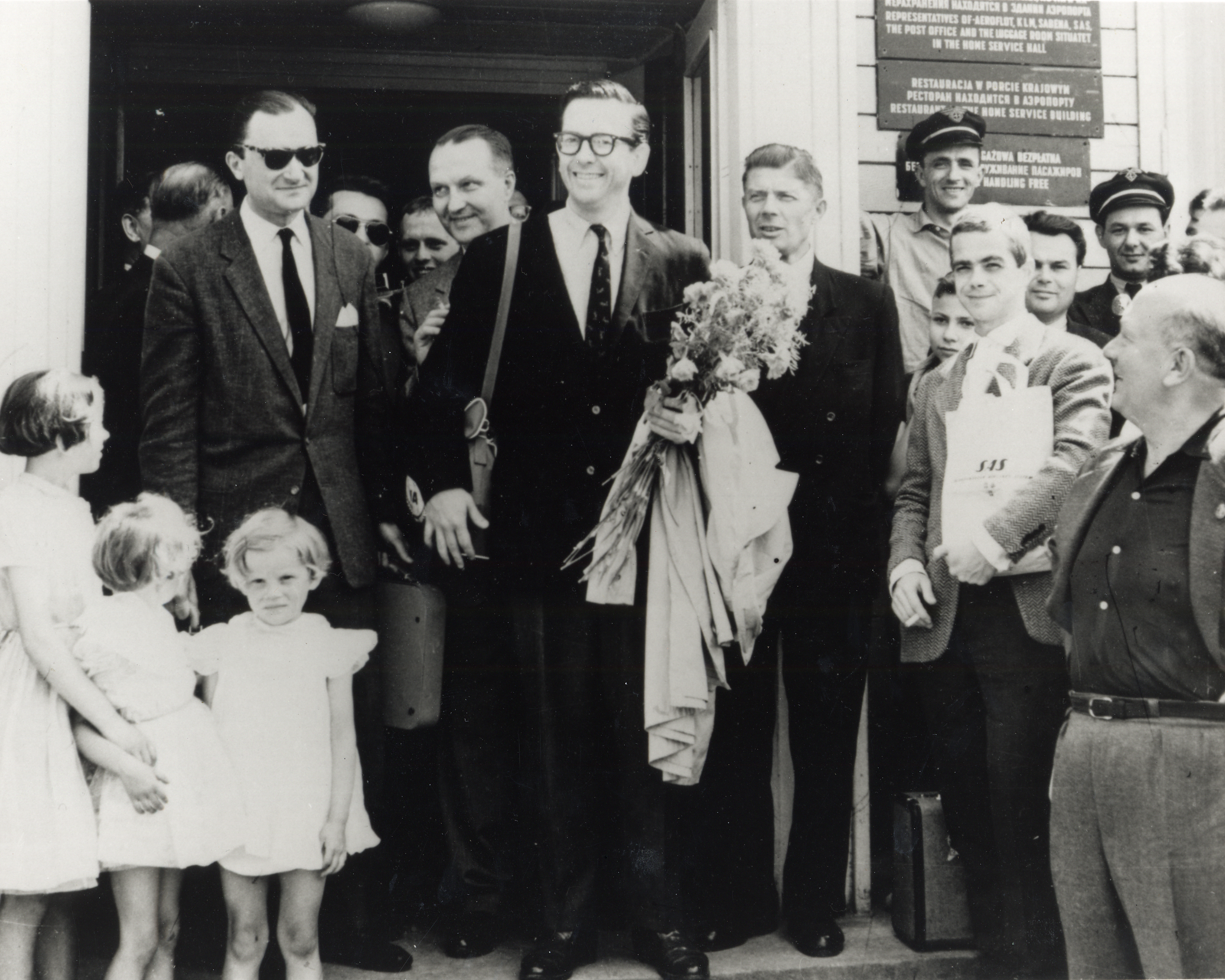
Conovers erster Polenbesuch 1959

Willis Clark Conover (* 18. Dezember 1920 in Buffalo; † 17. Mai 1996 in Alexandria, Virginia) war ein US-amerikanischer Radiomoderator, der vor allem wegen seiner Jazzsendungen international bekannt war. 

## Leben
Conover kam aus einer Soldatenfamilie und durchlief viele Schulen. Schon als College-Student in Salisbury (Maryland) hatte er einen mehrwöchigen Job bei einer lokalen Rundfunkstation und wollte Radiomoderator werden. Er gewann einen Amateur-Wettbewerb und erhielt 1939 einen Job beim Radio in Cumberland (Maryland). Nachdem er eine Aufnahme von Charlie Barnet (Cherokee) hörte, begann er sich für Jazz zu interessieren, den er zuvor nicht einmal dem Namen nach einordnen konnte. 1942 wurde er in die Armee eingezogen. Bei der Truppenbetreuung (einer USO-Canteen in Washington D.C.) fiel er auf durch seine Kenntnisse tanzbarer Swing-Musik und bekam so auch eine Jazz-Sendung im Radio, die im Raum Washington D.C. populär war. Er organisierte zudem Konzerte und war weiterhin tätig bei der Aufhebung der Rassenschranken in den Night Clubs von Washington. Sein Ruf wuchs, und als Duke Ellington 1954 auf Tournee in die Sowjetunion war, galt er als die natürliche Wahl, als der öffentliche Auslandssender Voice of America einen Moderator für sein Jazzprogramm suchte. Seit Ende 1954 war er verantwortlicher Moderator der auch im Ausland sehr populären Voice of America Jazz Hour bzw. Music USA der Voice of America. Er war zwar weniger bekannt in den USA, selbst unter Jazzexperten, dafür aber umso mehr in Osteuropa, vor allem in der Sowjetunion. Conover war auch Konzertveranstalter und Herausgeber des Science Fantasy Correspondent. Für die Voice of America machte er Sendungen bis 1996. Ein umfangreiches Audio-Archiv von Conovers Radiosendungen hat die University of North Texas seit 2015 eingerichtet und online verfügbar gemacht.

## Auszeichnungen
1990 wurde Conover die Ehrendoktorwürde des Berklee College of Music verliehen.
1993 erhielt er für seine außenpolitische Rolle eine Auszeichnung des amerikanischen Repräsentantenhauses. 1995 zeichnete ihn das Jazzmagazin Down Beat mit seinem Lifetime Achievement Award aus.